# Union der Iranischen Kommunisten (Sarbedaran)
Die Union der Iranischen Kommunisten (Sarbedaran) (UIK(S)) war eine iranische, maoistische Organisation. Die UIK(S) wurde 1976 als Zusammenschluss mehrerer maoistischer Gruppierungen gegründet. Gemeinsames Ziel dieser Gruppierungen war der Sturz Mohammad Reza Schahs. Die UIK(S) vertrat die Auffassung, dass der Iran keine kapitalistische, sondern eine semikoloniale und semifeudale Gesellschaft sei. 2001 wurde die UIK(S) in Kommunistische Partei Irans (Marxismus-Leninismus-Maoismus) umbenannt.

## Gründungsgeschichte
Die Union der Iranischen Kommunisten wurde 1976 nach dem Zusammenschluss der Organisation der Kommunistischen Revolutionäre und der Pooya-Gruppe, dem Nachfolger der Palästina Gruppe, gegründet. Die Namensergänzung Sarbedaran (Kopf am Galgen) wurde ab 1981 benutzt, nachdem sich die Mitglieder der UIK bewaffnet hatten und aus den Wäldern Nordirans mit einem Stützpunkt in der Nähe Amols den bewaffneten Kampf gegen die Islamische Republik Iran begannen.
Neben der UIK(S), die den Sturz Mohammad Reza Schahs durch militärische Aktionen im Inland herbeiführen wollte, war die Organisation der Kommunistischen Revolutionäre (Marxismus-Leninismus) (OKR(M-L)) (persisch سازمان انقلابیون کمونیست (م-ل)), eine ebenfalls iranisch-maoistische Gruppierung, als Oppositionsbewegung gegen Mohammad Reza Schah unter den iranischen Studenten im Ausland aktiv. Gegründet wurde die OKR(M-L) bereits 1970. Ihre ideologische Ausrichtung war gegen den revisionistischen Kurs Nikita Sergejewitsch Chruschtschows gerichtet. Die OKR(M_L) übernahm nach dem chinesisch-sowjetischen Zerwürfnis die Ideen Mao Zedongs, insbesondere die Strategie der Mobilisierung der Landbevölkerung und der Kulturrevolution. Die OKR(M-L) ging davon aus, dass der Maoismus der einzig mögliche Weg der revolutionären Umgestaltung Irans wäre. Nach dem Zusammenschluss mit der Pooya-Gruppe zur Union der Iranischen Kommunisten unterstützte die UIK(S) nach dem chinesisch-sowjetischen Zerwürfnis die Seite der Volksrepublik China, während die Tudeh-Partei die Linie der UdSSR unterstützte.
Nach der Islamischen Revolution im Jahre 1979 schlossen sich die IUK(S), die „Kampfgruppe zur Befreiung der Arbeiterklasse“ und die Gruppe „Roter Kampf“ zu einem Aktionsbündnis zusammen. Die UIK(S) organisierte einige Arbeitskämpfe und gründete die „Gewerkschaft für die Arbeiter Abadans“ und „Union der Arbeiterräte von Gilan“. In Kurdistan baute sie eine gegen die Islamische Republik Iran gerichtete Guerillaorganisation mit dem Namen „Taschkilate Pischmargeye Zahmatkeschane Kordestan“ auf. Ferner nahmen Mitglieder der UIK(S) an bewaffneten Aufständen der Bauern von Torkaman sowie an Protestbewegungen der arabischsprachigen Bevölkerung in Chuzestan teil. Die UIK(S) begann zudem mit dem Aufbau der „Gesellschaft Militanter Frauen“ und der „Revolutionären Massenorganisation von Schülern und Studenten (SETAD)“.

## Bewaffneter Aufstand
1982 mobilisierte die UIK(S) ihre in den Wäldern rund um Amol stationierten Kämpfer und startete eine Offensive gegen die Islamische Republik Iran. Der Aufstand begann am 25. Januar 1982, war allerdings ein militärischer Fehlschlag und viele Kämpfer der UIK(S) wurden erschossen.
Nach dem fehlgeschlagenen „Aufstand von Amol“ wurden die meisten Mitglieder der UIK(S) verhaftet und exekutiert. Im Frühjahr 1983 wurde der 4. Parteitag der UIK(S) abgehalten. 1984 wurde die UIK(S) Mitglied der neu gegründeten „Internationalen Revolutionären Bewegung“, einem weltweiten Zusammenschluss aller maoistischen Gruppierungen. 1985 nahm die UIK(S) den bewaffneten Kampf gegen die Islamische Republik Iran in Kurdistan wieder auf, ohne allerdings nennenswerte Erfolge erzielen zu können. Ideologisch grenzte man sich auch gegen die als „reformistisch“ angesehene „Kommunistische Partei Irans“ ab. 
In den späten 1980er Jahren wurde die Strategie des Kampfes in ländlichen Gebieten und Aufstände in den Städten und der Revolutionäre Weg aufgegeben. Die neue Strategie lautete nun Besetze die Städte über die Dörfer. Die politische Ideologie wurde von jetzt an als Synthese des Marxismus, Leninismus und Maoismus neu formuliert.

## Umbenennung
Im April 2001 fand der Gründungskongress der Kommunistischen Partei Irans (Marxismus, Leninismus, Maoismus) statt. Die Kommunistische Partei Irans - KPI (MLM) sieht sich in der Nachfolge der IUK(S) und ist Mitglied der Revolutionären Internationalistischen Bewegung (RIM), dem weltweiten Zusammenschluss maoistischen Gruppierungen. Die Revolutionäre Internationalistische Bewegung (RIM) ist eine kommunistische Dachorganisation des Marxismus, Leninismus und Maoismus. Die RIM glaubt, dass die maoistische Strategie des Volkskrieges der erfolgreichste Weg zu einer marxistischen Revolution in den Entwicklungsländern ist. Sie unterstützt aktiv den politischen und bewaffneten Kampf maoistischer Gruppierungen.
Die KPI(MLM) gibt als iranisches Mitglied der RIM die Zeitschrift Haghighat (persisch حقیقت, ‚Die Wahrheit‘) und Dschahani Baraye Fath (persisch جهانی برای فتح), die persische Ausgabe der RIM-Zeitschrift Eine Welt zu gewinnen. Neben der KPI (MLM) sind u. a. die Kommunistische Partei Nepals (Maoismus), die Kommunistische Partei Indiens (Maoismus) und die Kommunistische Partei Afghanistans (Maoismus) Mitgliedsorganisationen der RIM. Einige Mitgliedsorganisationen der RIM führen bzw. führten in ihren Ländern „bewaffneten Befreiungskampf“, so in der Türkei die Maoistische Kommunistische Partei der Türkei, in Peru der Leuchtende Pfad, auf den Philippinen die Kommunistische Partei der Philippinen und in Indien die Kommunistische Partei Indiens (M).